# 2011년 한국바둑리그
2011년 한국바둑리그는 2011년 5월 12일부터 열린 한국바둑리그의 여덞번째 시즌이다. 국민은행이 대회 후원을 했으며 한국바둑리그 사상 처음으로 여류 기사가 합류하지 못하였다.

## 대회
2011년에는 충북 & 건국우유가 빠져 8개 팀으로 구성되었고 여류 기사가 예선 결승 문턱을 넘지 못한 첫 번째 대회로 기록되었다.
각 팀의 연고지를 결정하고 감독을 위촉한 후 감독 선임 결과 발표, 보호 선수 발표, 지명 순번 추첨, 연간 일정 확정 등을 하는 사전 선발식을 치른 뒤 예선전을 통해 선수를 선발한다. 그 이후 드래프트 방식에 따라 각 팀의 1 ~ 6 지명을 가린 뒤 출범식을 갖고 총 14라운드의 더블리그를 치러 정규리그 4위까지 포스트 시즌 진출권을 부여한다.
정규 경기는 5월 12일부터 매주 목,금,토,일 19시에 시작하며 속기대국(40초 초읽기 5회) 4국과 장고대국(각 1시간, 40초 초읽기 5회이며 3국과 동시 시작) 1국으로 구성되며 5판 다승제로 모두 진행한다. 대국자 명단(오더)은 그 주 월요일에 발표된다.
포스트 시즌은 프로야구의 스텝래더 방식을 본따 5전 3선승제의 준플레이오프→플레이오프→챔피언결정전(단판승부)을 진행하여 우승팀을 결정한다. 단, 준PO 때 4위팀은 장고대국(4국) 선수를 먼저 알려야 한다.

## 선수단
(선수는 지명 순으로 나열)
| 팀          | 연고지          | 감독   | 선수                                                |
| ----------- | --------------- | ------ | --------------------------------------------------- |
| 넷마블      | 인천광역시      | 양건   | 이창호 · 원성진 · 한웅규 · 안형준 · 이상훈 · 김형우 |
| 신안 천일염 | 전라남도 신안군 | 이상훈 | 이세돌 · 안조영 · 한상훈 · 강승민 · 이정우 · 김동호 |
| 영남일보    | 대구광역시      | 김영삼 | 김지석 · 강유택 · 박정상 · 이지현 · 박진솔 · 나현   |
| 티브로드    | 이북5도         | 서봉수 | 허영호 · 박영훈 · 김승재 · 진동규 · 이용찬 · 고근태 |
| 포스코 LED  | 경상북도 포항시 | 김성룡 | 강동윤 · 목진석 · 백홍석 · 온소진 · 주형욱 · 김정현 |
| 하이트진로  | 서울특별시      | 강훈   | 최철한 · 안국현 · 이춘규 · 김기원 · 이원영 · 안성준 |
| 한게임      | 경기도          | 차민수 | 이영구 · 윤준상 · 진시영 · 한태희 · 류재형 · 이태현 |
| KIXX        | 광주광역시      | 김영환 | 박정환 · 조한승 · 김기용 · 홍성지 · 김대용 · 박승화 |

## 정규리그 순위
| 순위 | 팀         | 경기 | 승 | 패 | 승수 |
| ---- | ---------- | ---- | -- | -- | ---- |
| 1    | 포스코LED  | 14   | 9  | 5  | 40   |
| 2    | 영남일보   | 14   | 8  | 6  | 39   |
| 3    | 하이트진로 | 14   | 8  | 6  | 38   |
| 4    | KIXX       | 14   | 8  | 6  | 34   |
| 5    | 넷마블     | 14   | 7  | 7  | 35   |
| 6    | 한게임     | 14   | 6  | 8  | 32   |
| 7    | 신안천일염 | 14   | 6  | 8  | 31   |
| 8    | 티브로드   | 14   | 4  | 10 | 31   |

## 포스트시즌
| 1            | 포스코LED  | 3승 1패 - 하이트진로 |
| 우승         |            |                      |
| 2            | 하이트진로 | 1승 3패 - 포스코LED  |
| 준우승       |            |                      |
| 3            | 영남일보   | 1승 3패 - 하이트진로 |
| 플레이오프   |            |                      |
| 4            | KIXX       | 2승 3패 - 하이트진로 |
| 준플레이오프 |            |                      |